# Celestus badius
Espèce
Statut de conservation UICN

 LC  : Préoccupation mineure
Celestus badius est une espèce de sauriens de la famille des Diploglossidae.

## Répartition
Cette espèce est endémique de l'île de la Navasse aux Antilles.

## Publication originale
- Cope, 1868 : An examination of the Reptilia and Batrachia obtained by the Orton Expedition to Equador and the Upper Amazon, with notes on other species. Proceedings of the Academy of Natural Sciences of Philadelphia, vol. 20, p. 96-140 (texte intégral).